# Кеза (приток Мологи)
Кеза — река в Тверской области России, протекает по территории Удомельского, Лесного и Максатихинского районов. Длина реки составляет 38 км, площадь водосборного бассейна — 456 км².
Вытекает из озера Кезадра у деревни Устье. Впадает по левому берегу в реку Мологу в 241 км от её устья.
Недалеко от озера Малиновец существовала гидроэлектростанция, которая питала электричеством близлежащие деревни.

## Притоки (км от устья)
- 12 км: река Опховица (пр)

## Данные водного реестра
По данным государственного водного реестра России относится к Верхневолжскому бассейновому округу, водохозяйственный участок реки — Молога от истока и до устья, речной подбассейн реки — Реки бассейна Рыбинского водохранилища. Речной бассейн реки — (Верхняя) Волга до Куйбышевского водохранилища (без бассейна Оки).
Код объекта в государственном водном реестре — 08010200112110000005996.